# Oleksandr Oles
Oleksandr Oles (ukrajinsky Олександр Олесь, vlastním jménem Olexandr Ivanovyč Kandyba (Олександр Іванович Кандиба); 5. prosince 1878 Kryha, Sumská oblast (Rusko)) – 27. července 1944 Praha) byl ukrajinský básník.

## Život a dílo
Narodil se v chudé rolnické rodině. Studoval na Vysokém učení technickém v Kyjevě a na Vysoké škole veterinární v Charkově. V roce 1919 emigroval do Budapešti, později do Vídně a nakonec do Prahy, kde prožil největší část z 25 let svého pobytu v emigraci. Jako jeden z prvních ukrajinských literátů psal o nespravedlnostech a zlu páchaným stalinským režimem. Celý svůj život v emigraci toužil po návratu do rodné vlasti, kterého se ale nedočkal. Byl roku 1944 pohřben a později i jeho manželka na Olšanských hřbitovech. Jejich ostatky byly v lednu roku 2017 exhumovány a převezeny do Kyjeva. Dne 29. ledna byly slavnostně znovu uloženy na tamním Lukjanivském hřbitově.
K přednostem jeho děl patřila především jemnost lyriky, celou jeho tvorbou prostupuje jasně hmatatelný smutek. Do povědomí čtenářů se dostal hned svou první sbírkou Z žurboju radistť obňalas (1907, Se smutkem se radost objala). Vydal ještě několik dalších básnických sbírek:
Poeziji. Knyha II (1909, Poezie. Kniha II), Poeziji. Knyha III (1911, Poezie. Knyha III), Dramatyčni etjudy. Knyha IV (1914, Dramatické etudy. Knyha IV), Poeziji. Knyha V (1917, Poezie. Kniha V). O své touze návratu domů píše ve sbírce Komu povim pečal moju (Komu povím o svém smutku) nebo Perezva (1921). Je také autorem mnoha dramatických děl a umělecké prózy: Po dorozi v kazku (Cestou k pohádce), Nad Dniprom (Nad Dněprem), Ostriv Ljubovi (Ostrov lásky), Natchnenňa (Nadšení) aj.
Dne 3. ledna 2017 byly ostatky spisovatele a jeho manželky exhumovány. Podle českého práva musí pozůstalí po zemřelých platit po jejich pohřbu nájemné za místo na hřbitově. Až do nedávné doby platil za Olesův hrob nájem rodák z Ukrajiny Volodymyr Mychajlyšyn, občan České republiky. Po jeho smrti se syn (Mychajlyšyna), trvale žijící ve Švýcarsku, rozhodl svého otce pohřbít v Olesově hrobě.